# Museo Antón García de Bonilla
El Museo Antón García de Bonilla, anteriormente conocido como la Casa de la Cultura, es un museo ubicado en el municipio de Ocaña del departamento de Norte de Santander, que alberga colecciones artísticas, arqueológicas y de cultura material.
El museo ha sido declarado como Bien de Interés Cultural de Carácter Departamental, su planta física consiste en una casona de dos plantas del siglo XVII, la cual conserva su arquitectura colonial.

## Localización
El museo está ubicado entre las calles 10 y 11 con carrera 15, en Ocaña, Norte de Santander, Colombia.
Cuenta con salas, donde se encuentran la sala de personajes, de arte religioso, de vida cotidiana XIX, siglos XIX y XX, época prehispánica y exposiciones temporales.

## Historia
Tradicionalmente, se atribuye la propiedad del inmueble al encomendero Don Antón García de Bonilla, el último de tres personajes que llevaron este mismo nombre (fueron probablemente tres personajes descendientes uno del otro); descendientes del primer Antón que llegó a Ocaña en 1570 y se estableció allí.
El museo fue organizado en 1973.

## Colecciones
El Museo Antón García de Bonilla se encarga de investigar, preservar, exhibir y divulgar la historia de Ocaña y su antigua provincia (Provincia de Ocaña), por medio de sus colecciones y su patrimonio inmueble.
El museo contiene piezas precolombinas, arte religioso, etc.
Frente al museo hay una estatua ecuestre de Antón García de Bonilla.